# Підошовноуступний очисний вибій
Підошовноуступний очисний вибій (рос. почвоуступный очистной забой, англ. bottom (under head) stope, нім. Strossenabbauort n) – вибій уступної форми, що застосовується при розробці крутих пластів, в якому кожний уступ (окрім магазинного) знаходиться спереду по відношенню до будь-якого розташованого нижче. Роботи по відбиванню вугілля в уступах ведуться під захистом розташованих вище помостів. Розробка крутих пластів підошвоуступними вибоями застосовується на пластах з м’яким і схильним до висипання вугіллям.